# Sorø Kloster
Sorø Kloster var et dansk kloster beliggende i Sorø på Sydvestsjælland.
Det blev grundlagt i 1142 af Skjalm Hvides søn, Asser Rig, som kloster for Benediktinerordenen, men blev allerede i 1161 reformeret af Asser Rigs søn, Absalon til cistercienserkloster. Det betød, at en række munke fra Esrum Kloster kom hertil. Herefter voksede klosteret støt og blev et af Danmarks betydeligste og rigeste. Det besad enorme jordarealer over hele riget, ikke mindst i det omgivende Alsted Herred. Det var på Sorø Kloster, at Saxo nedskrev sit berømte værk, Gesta Danorum.
I forbindelse med klostret etablerede man også en kirkegård.
Efter Reformationen blev klosteret omdannet til skole og dannede dermed grundlaget for Sorø Akademi, der er i dag fungerer som alment gymnasium.
Af klosteret er kun kirken (Sorø Klosterkirke) tilbage samt et lille kammer, der i dag rummer en lille udstilling om ærkebiskop Absalon. I sydlige korsarm ses tillige en trappe der i dag ingen steder fører hen, men førhen førte til munkenes sovesal. I dag fungerer kirken, der er Danmarks tredje længste, som sognekirke i Sorø. Absalon ligger selv begravet i kirken bag alteret, som blev gravkirke for Hvide-slægten og desuden rummer enkelte kongegrave (hvoraf Margrete 1.s gravsted siden er flyttet til Roskilde Domkirke) samt grave for en række personligheder af national betydning.